# 우가키 마토메
우가키 마토메(일본어: 宇垣纏, 1890년 2월 15일 ~ 1945년 8월 15일)는 일본 제국 해군의 군인으로, 오카야마현 출신자이다. 태평양 전쟁 당시 계급은 소장으로, 연합 함대 참모장이었다.

## 인물
그의 일기 "전초록"은 태평양 전쟁의 일급 자료가 실려있는 고급자료로 평가되고 있다. 어릴 적부터 그는 자존심이 높은 인물로, 상관에게도 그다지 경례를 잘하지 않고, 동기들 중에서도 성적이 자기보다 아래인 자는 무시했으나, 하급자로부터 경례를 받으면 "오우"하며 자만에 차 있어, 해군내에서는 그다지 평이 좋지 못했다고 한다.
이에 그의 오만한 표정에 "황금가면"이라는 별명이 있을 정도였다.

## 행적
우가키는 대함거포주의자로 항공력을 무시했다. 그러나 연합함대 사령장관인 야마모토 이소로쿠(山本五十六)의 참모장으로 취임하자, 대함거포주의 사상을 버리고 야마모토의 주장에 동조하며 진주만 공격을 허락하지 않는 군령부에 대해 설명과 설득을 담당했다고 한다.
미드웨이 해전시 항공모함 4척을 비롯해 손해가 커져가자, 대패를 냉정히 수습하여 위기 관리 능력이 뛰어난 인물로, 참모로서의 능력은 높았지만, 지휘관으로서의 능력은 떨어진다고 비판하는 평도 많다.
해군 재직시 사고로 부상을 당해, 치료 후 연합함대 제1사령장관과 마리아나 해전, 레이테 만 해전에 참가했으나, 불충분한 정보와 사태파악처리에 늑장이어서, 지휘관으로는 무능할 정도로 처참한 패배를 당한다.
이후 그는 가미카제 자살 특공대 양성에 힘써, 최후의 한 명까지 조국을 위해 목숨을 바쳐야 한다고 주장한다. 하지만, 치란과 오키나와 방면의 가미카제 부대를 지휘하던 중, 1945년 8월 15일에 천황의 종전 선언을 듣게 된다.
이제 모든 것이 다 끝났다고 말한 직속상관인 오자와 지사부로(小澤治三郞) 중장에게 특공공격 감행을 주장, 그러나 애초에 가미카제를 반대했던 오자와 중장이 이를 묵살해버렸고, 자기 의견이 묵살되자 오자와를 무능한 자라 욕하고는, 자신의 휘하 11명의 부하들을 이끌고 오키나와를 출격해 돌아오지 못할 길을 가게 된다.
이 사실을 알게 된 오자와 중장은 격노했다.
1945년 8월 15일 이른 아침, 그는 함상폭격기 5기를 준비하라고 부하인 나카쓰루 대위에게 명한다. 당시 특공기는 보통 6기에서 11기가 출격했는데 우가키가 5기만 준비하라고 지시하자 다른 부하들이 전원같이 가겠다하여 정오에 발표된 천황의 항복 방송을 듣고도 "전초기" 마지막을 쓴 후 나카츠루 대위가 조종하는 혜성 43형기에 올라 타 부하 11명과 함께 오키나와를 출격한다.
출격 전, 그는 웃는 얼굴로 최후의 사진을 찍고 중장 계급의 군복을 입고 날아올랐다. 그 날 저녁, 오키나와 해안 주둔 미군 텐트 가까이 1기의 일본기가 추락했다. 안에는 조종사로 보이는 젊은 장병과 비행복이 아닌 복장의 장년 남자 1명이 정좌한 유체로 발견되었다.

## 전 후
출격 전의 사진으로 판단해 이것이 우가키 중장이라 보는 의견이 많았는데, 전함이 아닌 텐트쪽으로 돌진한 것은 정전명령을 위반할 수 없는 나카쓰루 대위가 일부러 추락했다는 말도 있고, 안에서 단도가 발견되어 자결했다는 의견도 나왔는데 지금까지도 일본에서는 이를 공식 확인하지 않고 있다. 그 때문에 정확한 사망 원인과 지점을 모른 채, 혹자는 그가 적함에 돌입해 죽었다는 주장까지 존재하고 있다.
이 때문에 우가키는 포츠담 선언 수락 후 정식 명령을 받지 않고, 특공을 행하였기에 전사로 취급되지 않아 대장으로 추서되지 못했다. 또 정전명령을 위반한 해군형법 31조를 어겼다는 의견이 대다수였다.
또 천황의 방송 후 출격해 병사들의 희생을 강요한 점도 유족들에게 비난의 대상이 되었다. 연합함대사령장관인 오자와 지사부로는 "자결하려면 혼자 하지 왜 젊은이들을 끌어넣나"라고 격노했다고 한다. 이 때문에 그는 사후에도 야스쿠니 신사에 들어가지 못했으나, 지금은 합사가 이루어져 우슈칸의 상설 전시장에 우가키를 취급한 코너가 존재한다.
또 그의 출신지인 오카야마 호국 신사 경내에 그와 부하의 위령비가 세워져 있다. 그의 부하 나카쓰루 대위의 아버지는 왜 그가 아들을 끌고 갔는지 모르겠다며 이를 갈며 분해했는데, 그 후 유족들의 NHK 방송 증언에 의하면, 만년에 우가키의 짓을 "어쩔 수 없는 행동"이라며 좌절했다고 전한다.

## 같이 보기
- 군령부
- 야마모토 이소로쿠
- 구로시마 가메토